# Sundtjärnen, Västergötland
Sundtjärnen är en sjö i Marks kommun i Västergötland och ingår i Viskans huvudavrinningsområde.